# Rafael Moreno Rojas
Rafael Adolfo Moreno Rojas (Santiago, 14 de agosto de 1936-Ib., 30 de junio de 2021) fue un agrónomo y político chileno, militante del Partido Demócrata Cristiano (PDC). Fue senador de la República en dos periodos, 1972-1973 y 1998-2006.

## Biografía
Hijo de Rafael Moreno y Juana Rojas, estudió en el Colegio de los Padres Franceses (1946-1952) y en el Instituto de Humanidades Luis Campino, en el Instituto Nacional de Santiago y en el San Luis de Antofagasta. 
Ingresó en 1954 a la Facultad de Agronomía de la Universidad Católica, donde se graduó de ingeniero agrónomo en diciembre de 1958, con la tesis La intensidad del uso del suelo de acuerdo al tamaño de los predios agrícolas en Chile. Después viajó becado a Estados Unidos, donde hizo una maestría en Ciencias Económicas en la Universidad de Illinois (1960); su tesis se tituló Un plan de reforma agraria como podría ser aplicado en Chile.

### Carrera profesional y académica
Ejerció en el Centro de Investigaciones Económicas de su alma mater y luego de regresar de Estados Unidos fue nombrado de jefe de Planificación en el Departamento de Economía Agraria del Ministerio de Agricultura (1960-1961), en el gobierno de Jorge Alessandri Rodríguez; se desempeñó como ingeniero economista a cargo de los proyectos agrícolas del Servicio de Cooperación Técnica (1961-1964) y vicepresidente ejecutivo de la Corporación de la Reforma Agraria (CORA), siendo responsable de la planificación y ejecución de la Reforma Agraria (1964-1970).
Durante la dictadura militar del general Augusto Pinochet trabajó fuera del país; entre 1974 y 1978 fue consultor del Banco Mundial y del Instituto Interamericano de Ciencias Agrarias de la Organización de los Estados Americanos (OEA). Entre 1978 y 1986 ocupó el cargo de director de la División de Recursos Humanos, Instituciones y Reforma Agraria, de la Organización de las Naciones Unidas para la Agricultura y la Alimentación (FAO), en Roma, Italia. Allí participó, desde 1981 a 1989, como organizador y presidente del Día Mundial de la Alimentación. En esa misma ciudad, ejerció como subdirector general de la FAO, primero, a cargo del Departamento Económico Social entre 1986 y 1989, y desde ese año y hasta 1993, como representante regional para América Latina y el Caribe, donde le correspondió organizar las ayudas prestadas a Chile en proyectos financiados por el Banco Mundial.
Posteriormente, entre 1994 y 1996 fue designado consejero y vicepresidente, en representación del presidente de la República, de la Agencia de Cooperación Internacional de Chile, durante el gobierno del presidente Eduardo Frei Ruiz-Tagle. En 1994 fue nombrado presidente del Primer Congreso Mundial de Profesionales del Agro. Entre 1994 y 1998 ejerció como consejero del Instituto de Educación Rural (IER Chile), asumiendo su Presidencia del mismo por dos años en 1996.
En sus actividades docentes, entre 1961 y 1964 fue profesor de Economía en la Universidad Católica de Valparaíso y en 1963, se entregó a la labor docente como profesor de las cátedras de Teoría Económica y Economía Agraria de la Facultad de Agronomía de la Universidad Católica de Valparaíso. Entre 1970 y 1974 fue profesor de Economía Agraria de la Facultad de Economía de la Universidad de Chile y de 1970 a 1978 se desempeñó como profesor de Desarrollo Rural de la Facultad de Agronomía de la Universidad Católica de Chile. Asimismo, de 1973 a 1974 se desempeñó como profesor de Economía de la Facultad de Ciencias Sociales de la Universidad de Chile.
Durante su estadía en Italia, entre 1984 y 1986, fue profesor de la Universidad Gregoriana en Roma.

## Carrera política

### Inicios (1957-1972)
En 1957 se inscribió en el Partido Demócrata Cristiano (PDC). Como militante estudiantil desempeñó los cargos de jefe nacional de la Democracia Cristiana Universitaria y fue elegido secretario general de la Unión Nacional de Estudiantes de Chile, por elección universal, ambos en 1957. Fue consejero nacional del PDC entre 1957 y 1964, y de la Juventud Demócrata Cristiana (JDC), entre 1958 y 1962. Fue jefe nacional universitario de la campaña presidencial de Eduardo Frei Montalva en 1958. 
Tras egresar de la universidad, desempeñó varias funciones en el PDC; fue director nacional del Departamento Técnico del Partido (1961 a 1962); presidente nacional de la JDC por un segundo periodo (1962-1964) y paralelamente presidente de la Juventud Demócrata Cristiana de América Latina (JODCA); fundador y primer director nacional del Departamento Campesino del PDC en 1964, y en este mismo año, miembro del Comando Nacional de la campaña presidencial de Eduardo Frei Montalva. En 1970 le correspondió ser el jefe de los Frentes de Acción de la campaña presidencial de Radomiro Tomic, actuando como coordinador de los Frentes de Trabajadores, Mujeres, Campesinos, Jóvenes y Pobladores.
Participó en numerosos congresos de la Democracia Cristiana. En 1961 fue designado delegado del PDC chileno al Congreso Mundial de la Democracia Cristiana Internacional y en 1963 fue organizador y presidente del Primer Congreso Ideológico de la Juventud Demócrata Cristiana en Chile. En 1961 viajó a México como Delegado a la Conferencia Mundial de Economía Agraria y en 1964 participó de la Conferencia sobre Reforma Agraria en el Congreso de la Federación Campesina Latinoamericana en Lima, Perú.
En 1971 se desempeñó como jefe de la campaña electoral del PDC, en las elecciones municipales. 

### Primer periodo como senador (1972-1973)
Llegó al Senado el 7 de marzo de 1972, tras ser electo en las elecciones complementarias del 16 de enero de ese año, como reemplazo del senador José Manuel Isla Hevia, representante de la Quinta Agrupación Provincial O'Higgins y Colchagua, quien falleció el 17 de octubre de 1971. Fue senador reemplazante en la Comisión Permanente de Constitución, Legislación, Justicia y Reglamento; en la de Obras Públicas; en la de Salud; en la de Trabajo y Previsión Social; y en la de Agricultura y Colonización, de la que fue su presidente.
Es autor y/o coautor de las siguientes leyes: Ley 16.240 (1966), que iguala salarios mínimos agrícolas con los industriales y establece jornada de 8 horas de trabajo; Ley 16.465 (1966), sobre regulación de la subdivisión de tierras agrícolas; Ley 16.611 (1967), que establece la obligación de pagos en días de lluvia a los campesinos; Ley 16.625 (1967), sobre sindicalización campesina; Ley 16.640 de Reforma Agraria; Ley 17.280 (1970), que perfecciona procedimientos de toma de posesión de predios agrícolas expropiados; Ley 17.950 que otorga beneficios para empleados y obreros agrícolas afectados por el proceso de la Reforma Agraria.
El golpe militar del 11 de septiembre de 1973 puso término anticipado al período. El Decreto Ley 27, de 21 de septiembre de ese año, disolvió el Congreso Nacional y declaró cesadas las funciones parlamentarias a contar de la fecha.

### Dictadura militar y retorno a la democracia (1973-1998)
Durante la dictadura militar fue secretario nacional del PDC, de 1974 a 1976, correspondiéndole trabajar por la rearticulación del mismo, en la clandestinidad. Entre 1971 y 1978 fue miembro de la Junta Nacional de la Democracia Cristiana. Entre 1976 y 1979 fue primer vicepresidente nacional del Partido Demócrata Cristiano. Entre 1980 y 1989 fue representante del Partido en los congresos y reuniones internacionales de la Democracia Cristiana Mundial.
De regreso a la democracia, en 1991 fue presidente de la Comisión Redactora del Documento del Congreso Ideológico de la Democracia Cristiana Chilena y en 1992, presidió la Comisión de Recursos Naturales y Medio Ambiente del Congreso Ideológico de su partido. Entre 1994 y 1997 se desempeñó como consejero nacional del partido y en 1996, fue designado por la Junta Nacional, como miembro del Comité Político de la campaña municipal. En 1997 y hasta 1998 ejerció el cargo de secretario nacional del partido, por elección universal.

### Segundo periodo como senador (1998-2006)
Fue elegido senador de la República por la Novena Circunscripción Senatorial de la Región del Libertador General Bernardo O'Higgins, por el período 1998-2006. El eslogan de campaña en honor al mundo rural, fue: "Siempre en el Campo de las Personas". 
Integró la Comisión Permanente de Medio Ambiente y Bienes Nacionales y la de Agricultura, que presidió hasta marzo de 2004. En 2002 integró la Comisión Permanente de Constitución, Legislación, Justicia y Reglamento; y la de Modernización del Estado. En mayo de 2004 asumió la presidencia de la Comisión de la Comisión Permanente de Educación, Cultura, Ciencia y Tecnología. En el año 2001 fue nombrado presidente de la Comisión Amistad Chileno-Brasileña. Entre 2002 a 2003 fue jefe del Comité de Senadores de la Democracia Cristiana.

### Embajador y vida posterior

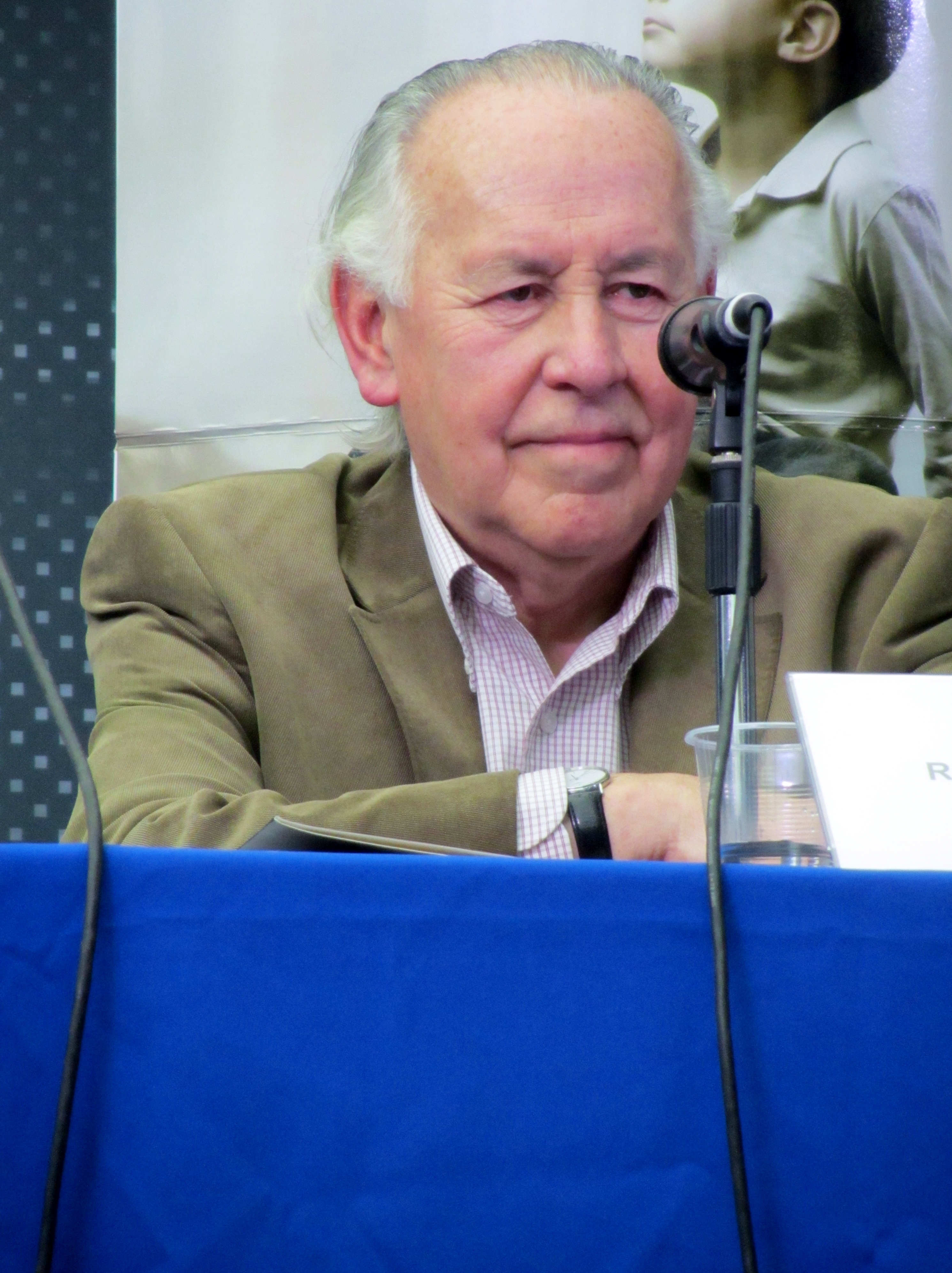
Moreno en la FILSA 2015.

Luego de su paso por el Senado, fue nombrado embajador de Chile en el Reino Unido, entre 2006 y 2010, durante el primer gobierno de Michelle Bachelet Jeria.
En diciembre de 2014 pasó a integrar el directorio de la Corporación Bernardo Leighton, donde trabajó en una posible Comisión de Formación Ciudadana, ética y sociopolítica, bajo los ideales de Bernardo Leighton.[cita requerida]

## Obras
- Sin reforma agraria no habría sido posible (2013)
- El programa interamericano de desarrollo rural y reforma agraria: Proyecto 206 (1974)
- Informe de la Reunión Internacional de ejecutivos de la reforma agraria y de la reunión de planeamiento del proyecto 206 (1966)

## Historial electoral

### Elecciones complementarias de 1972
- Elecciones complementarias de enero de 1972 para Senador por O'Higgins y Colchagua.

| Candidato             | Pacto                          | Partido | Votos  | %     | Resultado |
| --------------------- | ------------------------------ | ------- | ------ | ----- | --------- |
| Rafael Moreno Rojas   | Confederación de la Democracia | PDC     | 77 614 | 53,18 | Senador   |
| Héctor Olivares Solís | Unidad Popular                 | PS      | 68 338 | 46,82 |           |

### Elecciones parlamentarias de 1997
- Elecciones parlamentarias de 1997 a Senador por la Circunscripción 9, (Región de O´Higgins)[3]

| Candidato                  | Pacto                          | Partido | Votos   | %     | Resultado |
| -------------------------- | ------------------------------ | ------- | ------- | ----- | --------- |
| Rafael Moreno Rojas        | Concertación por la Democracia | DC      | 82 .789 | 25,01 | Senador   |
| Anselmo Sule Candia        | Concertación por la Democracia | PRSD    | 76 091  | 22,99 |           |
| Andrés Chadwick Piñera     | Unión por Chile                | UDI     | 68 167  | 20,59 | Senador   |
| Mónica Madariaga Gutiérrez | Chile 2000                     | ILE     | 55 112  | 16,65 |           |
| Carlos Poblete Ávila       | La Izquierda                   | ILC     | 20 390  | 6,16  |           |
| Pablo Baraona Urzúa        | Unión por Chile                | ILB     | 17 687  | 5,34  |           |
| Darío Poblete Morales      | Humanista                      | PH      | 5295    | 1,60  |           |
| Joaquín Arduengo Naredo    | Humanista                      | PH      | 3390    | 1,02  |           |
| Carlos Arroyo Hodges       | Chile 2000                     | UCCP    | 2072    | 0,63  |           |